# 日本駐英國大使館
日本駐英國大使館（日語：在英国日本大使館）是日本國駐在大不列顛與北愛爾蘭聯合王國（簡稱英國）的最高外交代表機構，日本在英國其餘各地的領事館也都由其管轄。
2016年4月7日起的大使職務由鶴岡公二擔任。

## 外部連結
- 在英国日本国大使館 （页面存档备份，存于）（日語）
- 在エディンバラ日本国総領事館 （页面存档备份，存于）（日語）